# Студентська (станція метро, Новосибірськ)
54°59′20″ пн. ш. 82°54′22″ сх. д. / 54.98889° пн. ш. 82.90611° сх. д.
«Студентська» (рос. Студенческая) — станція Ленінської лінії Новосибірського метрополітену. Знаходиться між станціями «Річковий вокзал» і «Площа Маркса».
Територіально станція розташовується в Ленінському районі Новосибірська на проспекті Карла Маркса, в середній його частині.
Введена в експлуатацію 28 грудня 1985 у складі 1-ї пускової ділянки першої черги з п'яти станцій. До кінця липня 1991 року, коли відкрилася станція «Площа Маркса», «Студентська» була кінцевою станцією Ленінської лінії.

## Технічна характеристика
Конструкція станції — колонна трипрогінна мілкого закладення. Проєкт станції: 17 пар колон, з кроком 6 метрів. Поверх квадратних колон, на всьому протязі перону, розташовані багатогранні залізобетонні балки. А на них лежить перекриття платформи.

## Колійний розвиток
За станцією, в сторону площі Карла Маркса, розташовані два відстійних тупика. У їх торці є лінійний пункт. Вони мають оглядові канави і дають змогу розмістити між головними коліями до чотирьох поїздів. Їх основне призначення — оборот і нічний відстій, а також технічне обслуговування поїздів. Спорудження тупиків пояснюється тим, що до пуску в липні 1991 року станції «Площа Маркса» дана станція була кінцевою.

## Вестибюлі
Проєкт станції передбачає два вестибюлі. Пересадок на інші станції проєктом не передбачено. З платформою вестибюлі з'єднуються маршовими сходами (висота від касового залу до платформи - 3,24 м).

## Оздоблення
Оздоблення виконано в строгому стилі. Для стін і колон платформи було використано мармур (саянський сорт [3]) світлих відтінків, що за задумом проєктувальників, має створювати «об'ємний простір — як символ світла науки і прагнення радянської молоді до знань, впевненості за майбутнє своєї країни». Стеля і балки пофарбовані в білий колір.
Посадкова платформа освітлюється люмінесцентними лампами, окремо з боків і в центральній частині. По центру перону лампи підвішені до стелі. Лампи бічного освітлення прикріплені збоку балок.

## Ресурси Інтернету
- Інформація про станцію на сайті Новосибірського метрополітену [Архівовано 2 травня 2014 у Wayback Machine.](рос.)
- Опис і фотографії станції на сайті "Світ метро" [Архівовано 28 квітня 2014 у Wayback Machine.](рос.)
- Схема станції «Студентська»(рос.)
- Фотографії станції. Gelio [Архівовано 17 травня 2012 у Wayback Machine.](рос.)